# Draconarius paraterebratus
Draconarius paraterebratus är en spindelart som beskrevs av Wang 2003. Draconarius paraterebratus ingår i släktet Draconarius och familjen mörkerspindlar. Inga underarter finns listade i Catalogue of Life.